# Harry Potter e il prigioniero di Azkaban (film)
Harry Potter e il prigioniero di Azkaban (Harry Potter and the Prisoner of Azkaban) è un film del 2004 diretto da Alfonso Cuarón.
La pellicola è l'adattamento cinematografico dell'omonimo romanzo di J. K. Rowling, ed è il terzo capitolo cinematografico della saga di Harry Potter.

## Trama
Dopo il secondo anno ad Hogwarts, Harry Potter è tornato a trascorrere le vacanze estive dai Dursley. Un giorno viene a trovarli la sorella di zio Vernon, Marge, che, odiando il giovane mago quanto lui detesti i Dursley, lo umilia ripetutamente e insulta i suoi genitori finché egli, perdendo la calma, la gonfia accidentalmente con la magia, facendola volare come un palloncino, per poi scappare di casa. 
Fermatosi sul ciglio della strada, gli si avvicina un grosso e misterioso cane nero che sembra volerlo attaccare, quando compare un autobus molto particolare, il Nottetempo, un mezzo di trasporto simile agli autobus a due piani di Londra (ma con tre piani e colorato di viola), che corre durante la notte per soccorrere i maghi e le streghe in difficoltà ed è invisibile ai babbani. Il mezzo lo porta al Paiolo Magico, dove incontra il Ministro Caramell (il quale lo rassicura sul fatto che non verrà punito per aver gonfiato la zia essendo stata magia accidentale), i suoi due migliori amici, Ron ed Hermione (che ha preso un gatto, Grattastinchi), la famiglia Weasley ed in particolare Arthur Weasley, che lo avverte del pericoloso assassino Sirius Black, seguace di Voldemort ed evaso da Azkaban, la prigione dei maghi, per finire il lavoro del suo padrone, vale a dire uccidere Harry.
Pronti per il nuovo anno, Harry, Ron ed Hermione salgono sull'Espresso per Hogwarts e trovano posto in uno scompartimento già occupato dal professor R. J. Lupin, rannicchiato in un angolo a dormire. Durante il tragitto, però, il treno si ferma e una misteriosa e fluttuante figura incappucciata entra nello scompartimento di Harry, che poco dopo sviene. Al suo risveglio, Lupin (dopo aver scacciato la creatura) gli spiega che quell'essere era un Dissennatore, una delle guardie di Azkaban, in cerca di Black, le quali si nutrono della felicità altrui fino a renderli gusci vuoti. Giunti al castello, sono molte le novità, prima fra tutte la nomina di Lupin a nuovo insegnante di Difesa contro le Arti Oscure e quella di Hagrid a insegnante di Cura delle Creature Magiche. Inoltre, a causa di Sirius Black, la scuola viene messa sotto sorveglianza dai Dissennatori per ordine di Caramell. A differenza di Harry e Ron, che tra le materie facoltative seguono solo Cura delle Creature Magiche e Divinazione, insegnata da Sibilla Cooman, Hermione sceglie paradossalmente di frequentare tutte le materie a scelta nonostante alcune di queste abbiano in comune gli stessi orari, ma che lei riesce a seguire senza problema alcuno. 
Durante la prima lezione di Divinazione sulle foglie di tè, la Cooman, sconvolta, si accorge che nella tazza di Harry è simbolicamente raffigurato il Gramo, un mostruoso cane nero considerato presagio di morte, mentre in una lezione di Hagrid, il protagonista ha l'occasione di cavalcare Fierobecco, un ippogrifo che poco dopo ferisce Draco Malfoy, avvicinatosi incautamente offendendolo. Sebbene la ferita non sia grave, l'uccello viene comunque condannato a morte da Caramell su pressione di Lucius, il padre di Draco. In una sua lezione, Lupin fa affrontare alla classe un Molliccio, una creatura che assume la forma della peggior paura della sua vittima. Nel caso di Harry, un Dissennatore, che Lupin impedisce al giovane mago di affrontare, mostrando brevemente la sua più grande paura: la luna. Dopo una visita ad Hogsmeade, a cui il ragazzo non può partecipare perché non ha il permesso firmato dagli zii, si scopre che Black è entrato nel castello ed ha aggredito il ritratto della Signora Grassa (la guardiana della Sala Comune di Grifondoro) senza lasciare traccia di sé. 
Intanto, Lupin è costretto ad assentarsi per motivi di salute e viene sostituito da Piton, che durante la lezione introduce un nuovo argomento: i lupi mannari (facendo riferimento al professor Lupin). Successivamente, durante una partita di Quidditch, Harry viene aggredito un'altra volta dai Dissennatori (Lupin spiega che li attira poiché la sua vita è segnata da orribili scenari), e in seguito riceve in dono dai gemelli Weasley la Mappa del Malandrino, singolare artefatto con cui monitorare in tempo reale gli abitanti ed i luoghi di Hogwarts, firmato dai Malandrini: Lunastorta, Codaliscia, Felpato e Ramoso. Grazie alla mappa, Harry riesce ad andare ad Hogsmeade, e qui, spiando la McGranitt e Caramell con il Mantello dell'Invisibilità, scopre che Black è in realtà il suo padrino e che 12 anni prima aveva tradito i suoi genitori per consegnarli a Voldemort uccidendo barbaramente il loro amico Peter Minus, del quale fu trovato solo un dito. 
Nel frattempo, Lupin inizia a dare a Harry lezioni per difendersi dai Dissennatori insegnandogli ad usare l'Expecto Patronus, un incantesimo che sprigiona così tanta energia positiva (in forma del proprio animale guida) da scacciare le creature. Una notte, il protagonista vede, tramite la Mappa del Malandrino, che Peter Minus, il quale dovrebbe essere morto, si aggira per il castello e, dopo averlo cercato invano per i corridoi, viene scoperto dal professor Piton paragonandolo e insultando suo padre: successivamente arriva anche il professor Lupin, che gli requisisce la Mappa, rimanendo poi turbato quando Harry gli dice ciò che aveva visto su di essa. Nel frattempo, Ron perde il suo topo Crosta e incolpa il gatto di Hermione di averlo mangiato.
Dopo una lezione di Divinazione nella quale la ragazza aveva litigato con la Cooman, Harry assiste ad una profezia della professoressa in cui si annuncia che "Servo e padrone si ritroveranno riuniti ancora". Il protagonista, Ron ed Hermione si recano poi a casa di Hagrid per confortarlo, visto che quella stessa sera sarà giustiziato Fierobecco. Il guardiacaccia, che aveva ritrovato Crosta, consegna il topo a Ron e, all'arrivo del boia, di Silente e di Caramell, i tre ragazzi scappano dalla porta sul retro. Poco dopo Crosta morde la mano di Ron e fugge, e mentre il ragazzo cerca di riprenderlo all'improvviso appare il Gramo, lo stesso che Harry aveva visto a Little Whinging, che mordendo Ron alla gamba lo trascina insieme a Crosta attraverso un passaggio sotto il Platano Picchiatore seguito da Harry e Hermione.
Esso conduce alla Stamberga Strillante ad Hogsmeade, una casa abbandonata e che si presume essere infestata. Qui i tre amici scoprono che il Gramo è in realtà Sirius Black, un animagus (un mago che può assumere le sembianze di un animale). Poco dopo viene raggiunto da Lupin che si dimostra subito suo alleato ed Hermione, furiosa, rivela agli amici che il professore è in realtà un lupo mannaro (questo spiega le sue assenze durante il plenilunio e la curiosa lezione di Piton sui licantropi). Tuttavia, entrambi rivelano che in realtà le cose non stanno come sembrano: non fu Sirius a condannare i Potter, ma fu proprio Peter Minus. Proprio allora, giunge anche Piton, che disarma Sirius e Lupin, ma il professore viene "schiantato" da Harry che vuole ascoltare tutta la spiegazione. I Potter erano protetti da una magia, l'Incanto Fidelius, che rende il loro nascondiglio inaccessibile e invisibile a chiunque non ne conosca la esatta località. Minus era incaricato di conservare il segreto della sua localizzazione, ma Voldemort lo minacciò e per paura, rivelò tutto. Quando Sirius lo scoprì, rintracciò Minus per fargliela pagare, ma quest'ultimo causò un'esplosione uccidendo numerosi babbani innocenti e fingendo la sua morte tagliandosi un dito e sparendo nelle fogne. Sirius fu quindi accusato della morte dei Potter e internato ad Azkaban, dal quale poi uscì quando scoprì che Peter era ancora vivo. Egli è, infatti, anche lui un animagus e si può trasformare in un topo.
Crosta viene ritrasformato in uomo e chiede il perdono ai suoi ex-amici. Harry decide di non lasciare che Lupin e Sirius lo uccidano, ma che dovrà pagare per quello che ha fatto e quindi di consegnarlo ai Dissennatori. Sfortunatamente, come il gruppo esce dal passaggio del Platano, si accorgono che c'è la Luna piena e quindi Lupin si trasforma e attacca il gruppo, che Sirius (in forma di cane) difende. Minus, approfittando della situazione, si trasforma in topo e scappa. Lupin si allontana sentendo il verso di un lupo nella foresta e Sirius, a causa delle ferite, sviene e viene subito circondato dai Dissennatori a bordo del lago. Harry tenta di scacciarli ma non ci riesce. A salvarlo è una figura nascosta nell'ombra, evocando l'incantesimo Patronus che assume le sembianze di un cervo.
Il protagonista si riprende in infermeria, dove Hermione lo informa che Sirius è prossimo ad essere giustiziato. L'onnisciente Silente suggerisce alla ragazza di usare la sua Giratempo; con questo particolare oggetto, che permette di viaggiare indietro nel tempo, Hermione era riuscita a frequentare contemporaneamente tutte le lezioni durante l'anno ed è con esso che lei ed Harry rivivono le ultime ore, riuscendo a liberare Fierobecco e, con il Patronus evocato dal protagonista (la figura nascosta che il giovane mago ha scambiato per suo padre), a salvare Sirius dallo sciame di Dissennatori, per poi liberarlo dalla sua cella. Così l'uomo, latitante, vola via con Fierobecco salutando prima Harry ed Hermione ringraziandoli per avergli salvato la vita. Nell'ultima scena, il protagonista festeggia la fine dell'anno con la nuova scopa Firebolt, donatagli dal padrino Black (insieme ad una piuma dell'Ippogrifo) ma della quale nessuno sa la provenienza, eccetto Harry ed Hermione.

## Produzione
Il film è stato prodotto da Chris Columbus, David Heyman e Mark Radcliffe mentre la sceneggiatura è stata scritta, come nei due precedenti capitoli, da Steven Kloves. La fase di pre-produzione del film è iniziata ad ottobre 2002, le riprese sono invece cominciate il 17 febbraio 2003 e terminate nell'ottobre 2003. In questo terzo adattamento cinematografico, Richard Harris (morto nel 2002) è stato sostituito nella parte di Albus Silente da Michael Gambon, che reciterà nei successivi cinque film. Il ruolo venne inizialmente offerto a Ian McKellen, che lo rifiutò avendo già interpretato il ruolo simile di Gandalf nella trilogia de Il Signore degli Anelli, anche poi giudicando inappropriato prendere il ruolo che fu di Harris, poiché quest’ultimo aveva definito McKellen un attore "terribile".

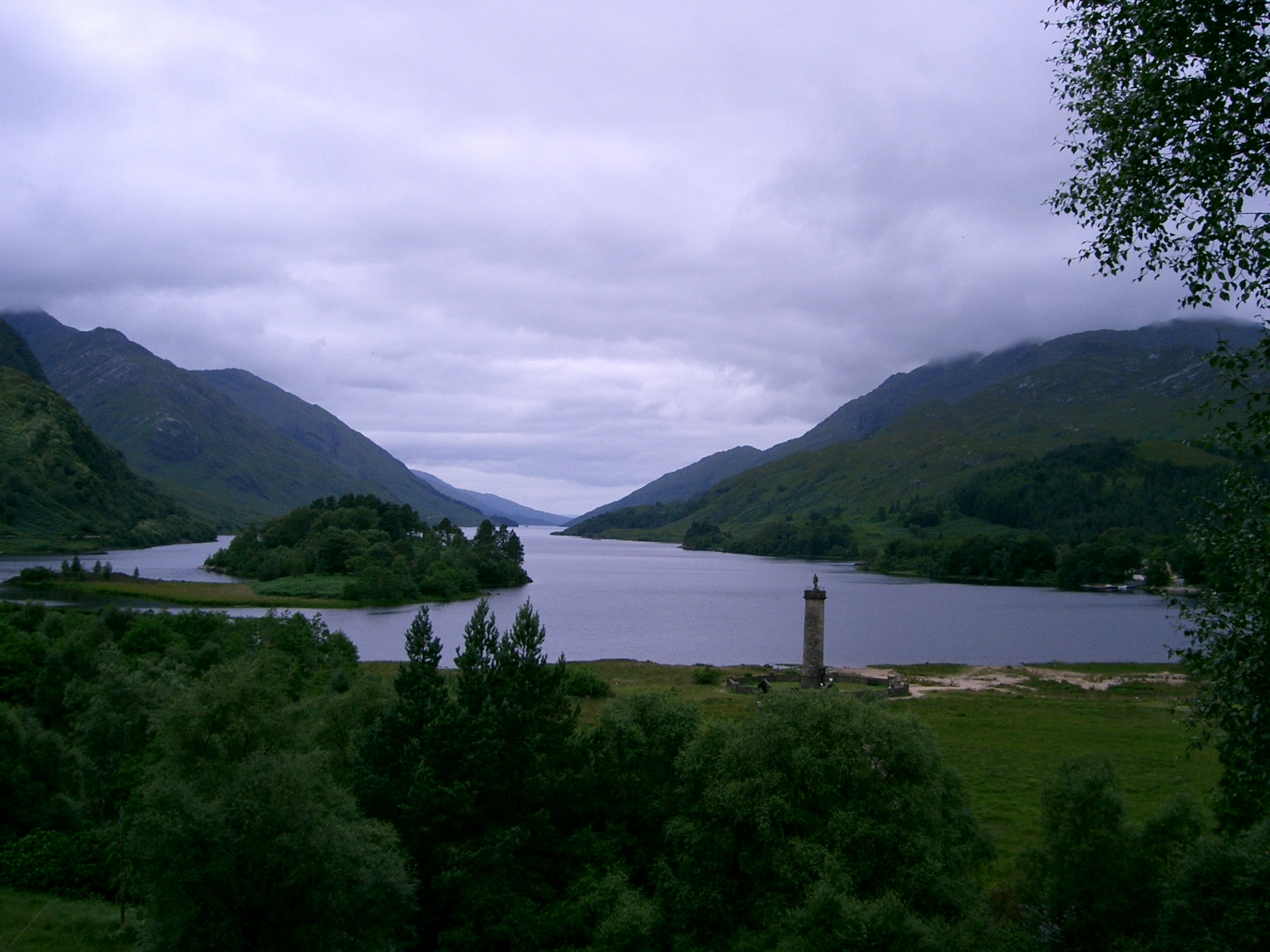
Loch Shiel (Scozia), dove sono state girate alcune scene del film ambientate vicino al Lago Nero

Con Il prigioniero di Azkaban, il tempo necessario per la produzione di un film della serie di Harry Potter venne aumentato a diciotto mesi, perché, come spiegò il produttore David Heyman, "bisognava dare tutto il tempo necessario a ogni film". Chris Columbus, il regista dei precedenti due capitoli, decise di non prendere parte al progetto del terzo film, dato che "non aveva più visto i suoi figli in circa due anni e mezzo a causa della produzione dei film". Comunque, egli rimase in veste di produttore insieme a Heyman. Guillermo del Toro fu contattato con la proposta di dirigere il film, ma egli considerò il progetto "così solare e felice e pieno di luce, da non interessarlo". Anche Marc Forster rifiutò il progetto in quanto aveva girato Neverland - Un sogno per la vita e non voleva lavorare di nuovo con attori bambini. M. Night Shyamalan venne preso in considerazione ma il regista era occupato nella lavorazione del suo film The Village. La Warner Bros. restrinse allora la lista dei registi a tre nomi: Callie Khouri, Kenneth Branagh (che aveva interpretato Gilderoy Allock in La camera dei segreti) e Alfonso Cuarón. Cuarón era inizialmente nervoso e dubbioso se accettare o meno l'offerta, dato che non era un fan di Harry Potter e non aveva mai letto nessun libro della serie in precedenza. Dopo aver letto i romanzi della Rowling, cambiò idea e firmò subito il contratto, sentendosi immediatamente in sintonia con la storia. La scelta di Cuarón piacque alla scrittrice che aveva amato il suo film Y tu mamá también - Anche tua madre. Come prima cosa, Cuarón assegnò a Radcliffe, Grint e Watson il compito di scrivere un racconto autobiografico sui propri rispettivi personaggi, scritto in prima persona, che parlasse della scoperta del mondo magico, e includesse le emozioni provate dai personaggi. Di tutti e tre, come raccontato dal regista, solo "Rupert non consegnò il compito". E quando gli chiese il perché non lo avesse fatto, lui rispose: «Io sono Ron; Ron non l'avrebbe mai scritto in tempo». Cuarón fu d'accordo.

### Riprese
Il film è stato girato principalmente negli Studi Leavesden e alcuni set sono stati ricostruiti a Glen Coe, in Scozia. Il Lago Nero è stato ripreso dai laghi di Loch Shiel, Loch Eilt e Loch Morar, siti in Scozia. Altre scene sono state girate nel Borough Market e sul Lambeth Bridge a Londra. Per la sequenza del Nottetempo, nella quale il tempo all'esterno dell'autobus scorre più velocemente rispetto all'interno, è stata utilizzata la tecnica chiamata bullet time (a tempo di proiettile). Alle riprese ha partecipato con un cameo Ian Brown, leader della band Stone Roses, il quale compare al Paiolo Magico mentre legge il libro Dal big bang ai buchi neri. Breve storia del tempo di Stephen Hawking.

## Accoglienza

### Incassi
Il film ha incassato un totale di 795634069 $ in tutto il mondo, secondo maggior incasso mondiale del 2004 dietro Shrek 2. Negli Stati Uniti e in Canada, è stato solo il sesto film con il maggior incasso dell'anno, con un incasso di 249,5 milioni di dollari. Tuttavia, è stato il film numero uno dell'anno a livello internazionale, guadagnando $ 546 milioni rispetto ai $ 487,5 milioni di Shrek 2. Nonostante il successo al botteghino, Azkaban è il film su Harry Potter con il minor incasso e il terzo film con il minor incasso della serie Wizarding World (dietro a Animali fantastici: I crimini di Grindelwald e Animali fantastici: i segreti di Silente). Le successive riedizioni hanno portato l'incasso totale a 807047946 $.

### Critica
Il film viene accolto con recensioni positive. Sul sito Rotten Tomatoes ottiene il 90% delle recensioni professionali positive. Il consenso critico del sito web recita: "Sotto la sicura direzione di Alfonso Cuaron, Harry Potter e il prigioniero di Azkaban trova trionfalmente un delicato equilibrio tra magia tecnica e narrazione complessa". Sul sito IMDb ottiene un voto di 7.9 su 10 e su Metacritic raggiunge un punteggio di 82 su 100. Francesco Ruggeri su Sentieri Selvaggi loda il fatto che "Cuarón segue chiaramente il corso prestabilito della vicenda, ma non rinuncia a sbriciolare lungo il sentiero segnato dal romanzo di J. K. Rowling alcuni segni di una irrequietezza che conducono Harry in un universo tracciato come linea di confine tra passato e presente".

## Distribuzione

### Data di uscita
La terza pellicola della saga è stata distribuita nelle sale in contemporanea mondiale il 4 giugno 2004 dalla Warner Bros. ed ha avuto un buon incasso internazionale, pari a 796688549 $, a fronte di un budget di circa 130000000 $, non riuscendo però a raggiungere l'incasso dei due film precedenti. Negli Stati Uniti il film ha incassato 249541069 $ mentre in Italia 15782769 €.

### Doppiaggio italiano
Il doppiaggio italiano del film venne eseguito dalla C.V.D. negli stabilimenti della International Recording e diretto da Francesco Vairano, che ha anche curato anche l'adattamento dei dialoghi.

### Edizioni home video
Il film è stato commercializzato in DVD e VHS in Italia il 23 novembre 2004 disponibile in edizione disco singolo e disco doppio; in seguito è stata distribuita un'edizione contenente i primi tre film. Nel 2007 sono state messe in commercio le versioni ad alta definizione del film in Blu-ray Disc e HD DVD.

## Riconoscimenti
- 2005 - Premio Oscar
  - Nomination Miglior colonna sonora a John Williams
  - Nomination Migliori effetti speciali a Tim Burke, Roger Guyett, Bill George e John Richardson
- 2005 - Premio BAFTA
  - Nomination Miglior film britannico a David Heyman, Chris Columbus, Mark Radcliffe e Alfonso Cuarón
  - Nomination Miglior scenografia a Stuart Craig
  - Nomination Miglior trucco a Amanda Knight, Eithne Fennel e Nick Dudman
  - Nomination Migliori effetti speciali a John Richardson, Roger Guyett, Tim Burke, Bill George e Karl Mooney
- 2005 - Saturn Award
  - Nomination Miglior film fantasy
  - Nomination Migliore regia a Alfonso Cuaròn
  - Nomination Miglior attore emergente a Daniel Radcliffe
  - Nomination Miglior attore non protagonista a Gary Oldman
  - Nomination Migliore sceneggiatura a Steve Kloves
  - Nomination Migliori costumi a Jany Termime
  - Nomination Miglior trucco a Amanda Knight, Eithne Fennel e Nick Dudman
  - Nomination Miglior colonna sonora a John Williams
  - Nomination Migliori effetti speciali a John Richardson, Roger Guyett, Tim Burke e Bill George

- 2005 - Broadcast Film Critics Association Award
  - Nomination Miglior film per la famiglia
  - Nomination Miglior giovane interprete a Daniel Radcliffe
  - Nomination Miglior giovane interprete a Emma Watson
- 2006 - Empire Award
  - Premio Speciale (Per il contributo dato al cinema Britannico)
- 2005 - BMI Film & TV Award
  - Miglior colonna sonora a John Williams
- 2005 - Grammy Award
  - Nomination Miglior colonna sonora a John Williams
- 2005 - Teen Choice Award
  - Miglior film
  - Nomination Miglior film dell'estate
- 2005 - Premio Amanda
  - Nomination Miglior film straniero
- 2004 - Teen Choice Awards
  - Teen Choice Award for Choice Movie – Action

## Altri media
È stato prodotto da EA Games un omonimo videogioco ispirato alla storia del film e del libro, distribuito il 2 giugno 2004 e disponibile per PC, PS2, PSP, Xbox e Nintendo DS.